# Jean Rogathinos
Jean Rogathinos (en latin : Ioannes Rogathinus) est un officier byzantin du vie siècle, actif dans la préfecture du prétoire d'Afrique sous le règne de l'empereur Justinien (527-565). En janvier 563, il occupe le poste de préfet du prétoire d'Afrique ou de maître des soldats d'Afrique. À cette date, il a assassiné le chef berbère Cusina, alors un allié important des Byzantins, qui venait chercher son paiement annuel, ce qui a provoqué une rébellion de ses fils. Apparemment, Rogathinos n'avait pas de troupes à diriger, et Justinien a envoyé le maître des soldats Martien pour faire revenir à la paix les Berbères révoltés. Finalement, le préfet du prétoire Thomas parvint à obtenir la paix par d'habiles négociations.

## Référencement